# National Rugby League 1948
La New South Wales Rugby Football League de 1948 fue la 41.ª edición del torneo de rugby league más importante de Australia.

## Formato
Los clubes se enfrentaron en una fase regular de todos contra todos, los cuatro equipos mejor ubicados al terminar esta fase clasificaron a la postemporada.
Se otorgaron 2 puntos por el triunfo, 1 por el empate y ninguno por la derrota.

## Desarrollo

### Tabla de posiciones
| Pos. | Equipo                        | Encuentros | Encuentros | Encuentros | Encuentros | Tantos | Tantos | Tantos | Puntos |
| Pos. | Equipo                        | PJ         | PG         | PE         | PP         | F      | C      | Dif    | Puntos |
| ---- | ----------------------------- | ---------- | ---------- | ---------- | ---------- | ------ | ------ | ------ | ------ |
| 1    | Western Suburbs Magpies       | 18         | 16         | 0          | 2          | 322    | 189    | +133   | 32     |
| 2    | Newtown Jets                  | 18         | 13         | 0          | 5          | 386    | 248    | +138   | 26     |
| 3    | Balmain Tigers                | 18         | 12         | 2          | 4          | 287    | 222    | +65    | 26     |
| 4    | St. George Dragons            | 18         | 10         | 1          | 7          | 332    | 262    | +70    | 21     |
| 5    | Canterbury-Bankstown Bulldogs | 18         | 7          | 2          | 9          | 282    | 276    | +6     | 16     |
| 6    | Eastern Suburbs               | 18         | 7          | 2          | 9          | 225    | 248    | -23    | 16     |
| 7    | South Sydney Rabbitohs        | 18         | 7          | 1          | 10         | 265    | 302    | -37    | 15     |
| 8    | Parramatta Eels               | 18         | 5          | 1          | 12         | 237    | 346    | -109   | 11     |
| 9    | Manly-Warringah Sea Eagles    | 18         | 4          | 1          | 13         | 221    | 334    | -113   | 9      |
| 10   | North Sydney Bears            | 18         | 3          | 2          | 13         | 191    | 321    | -130   | 8      |

|  | Postemporada. |

### Postemporada

#### Semifinales
| 28 de agosto | Western Suburbs Magpies | 7 - 8 | Balmain Tigers |  |  |

| 4 de septiembre | Newtown Jets | 8 - 20 | St. George Dragons |  |  |

#### Final preliminar
| 11 de septiembre | Balmain Tigers | 13 - 12 | St. George Dragons |  |  |

#### Final
| 18 de septiembre | Western Suburbs Magpies | 8 - 5 | Balmain Tigers | Sydney Sports Ground, Sídney    |  |
|                  |                         |       |                | Asistencia: 29.122 espectadores |  |

| Bandera de Australia            |
| Campeón Western Suburbs Magpies |
| Tercer título                   |